# Terreur sur Rome
Pour plus de détails, voir Fiche technique et Distribution.
Terreur sur Rome (Terrore sulla città) est une drame criminel franco-italien réalisé par Anton Giulio Majano et sorti en 1957.

## Synopsis
En s'échappant après un vol, un voleur est mordu par un cochon d'Inde qui l'infecte avec le poison de la peste pneumonique. La police est maintenant à sa recherche pour arrêter l'épidémie qu'il pourrait causer. Le voleur finit par être tué dans une fusillade. 

## Fiche technique
- Titre français : Terreur sur Rome ou Terreur sur la ville[1]
- Titre original italien : Terrore sulla città[2]
- Réalisateur : Anton Giulio Majano
- Scénario : Giovanni d'Eramo, Pasquale Festa Campanile, Massimo Franciosa, Ezio D'Errico (it), Ennio Flaiano
- Photographie : Gianni Di Venanzo
- Montage : Gabriele Varriale
- Musique : Riz Ortolani
- Décors : Peppino Piccolo
- Production : Giovanni Addessi
- Société de production : Triolfalcine
- Pays de production :  Italie -  France
- Langue de tournage : Italien
- Format : Noir et blanc - Son mono - 35 mm
- Durée : 110 minutes
- Genre : Drame
- Dates de sortie :
  - Italie : 30 janvier 1957
  - France : 8 juillet 1959

## Distribution
- Andrea Checchi  (VF : Raymond Loyer) : Sergio
- Carlo D'Angelo (VF : Yves Furet)  : Le docteur Giulio Nistri
- Rossella D'Aquino (sous le nom de « Rosetta D'Aquino ») : Silvana servante de Laura
- Bruna Corrà : Laura
- Carlo De Pascalis : le livreur
- Maria Fiore : Mara
- Ivo Garrani  (VF : Michel Etcheverry) : Commissaire Garelli
- Maresa Gallo : Silvia
- Frank Latimore  (VF : Serge Lhorca) : Steve Morley
- Ubaldo Lay  (VF : Pierre Asso) : Gaspard, complice de Sergio
- Mimmo Palmara  (VF : Marc Cassot) : Luigi,complice de Sergio
- Paolo Panelli  (VF : Jacques Marin) : Carletto, le photographe
- Nerio Bernardi  (VF : Jacques Berlioz) : Le professuer Galois
- Giuseppe de Chinnici (VF : Pierre Leproux) : le directeur à la reunion
- Giulio Battiferri (VF : Jean Violette) : Romino l'ami de Sergio
- Aldo Pini  (VF : Andre Valmy) : brigadier Alfonsi
- Pietro Tordi  (VF : Rene Arrieu) : le caissier
- Charles Fawcett (VF : Roger Treville)  : le professeur Marchi
- Mimmo Poli : vendeur de journaux
- Veniano Ginesi : un passant
- Romano Milani : un policier
- Mimo Billi (VF : Serge Nadaud)  : le ministre
- Corrado Annicelli  (VF : Jean-Henri Chambois) : le propriétaire du garage
- Corrado Pani : L'employé du garage